# 北海道立釧路芸術館
北海道立釧路芸術館（ほっかいどうりつくしろげいじゅつかん）は、北海道釧路市幸町に位置する北海道立の公立美術館である。

## 概要
釧路・根室の地域と関連した絵画、版画、彫刻、写真等の作品を中心に収集、収蔵している。

## 観覧料
- 常設展示（特別展示は別料金）
  - 中学生以下：無料
  - 高校生・大学生：200円
  - 大人：450円
  - 65歳以上は無料

## 所在地・開館時間等
- 所在地：北海道釧路市幸町4丁目1番5号
- 開館時間：午前9時30分から午後5時まで。
- 休館日：月曜日（ただし、祝日の場合は翌日休）展示替期間。

## 主な収蔵作品
- 千住博：「ウォーターフォール」
- 上田薫：「流れS」